# Le Houga
Le Houga település Franciaországban, Gers megyében. Lakosainak száma 1186 fő (2022. január 1.). Le Houga Aire-sur-l’Adour, Bourdalat, Cazères-sur-l’Adour, Hontanx, Lussagnet, Luppé-Violles, Magnan, Mormès, Perchède, Toujouse és Vergoignan községekkel határos.

## Népesség
A település népességének változása:
| Lakosok száma | 1182 | 1173 | 1166 | 1126 | 1193 | 1205 | 1170 | 1161 | 1158 | 1186 |
|               | 1968 | 1982 | 1990 | 2006 | 2013 | 2015 | 2017 | 2019 | 2020 | 2022 |